# Wojciech Staniszewski
Wojciech Staniszewski herbu Pobóg (zm. 16 kwietnia 1634 roku) – sędzia ziemski łucki w latach 1628–1634, pisarz ziemski łucki w latach 1617–1628, klucznik łucki w latach 1615–1626, podstarości łucki w 1616 roku, sędzia grodzki łucki w latach 1616–1616, pisarz grodzki łucki w latach 1600–1608.

## Życiorys
Poseł na sejm 1620 roku i deputat na Trybunał Skarbowy Koronny w 1620 roku. Deputat na Trybunał Główny Koronny z województwa wołyńskiego w 1622, 1627, 1630 roku.